# Operação Cracolândia

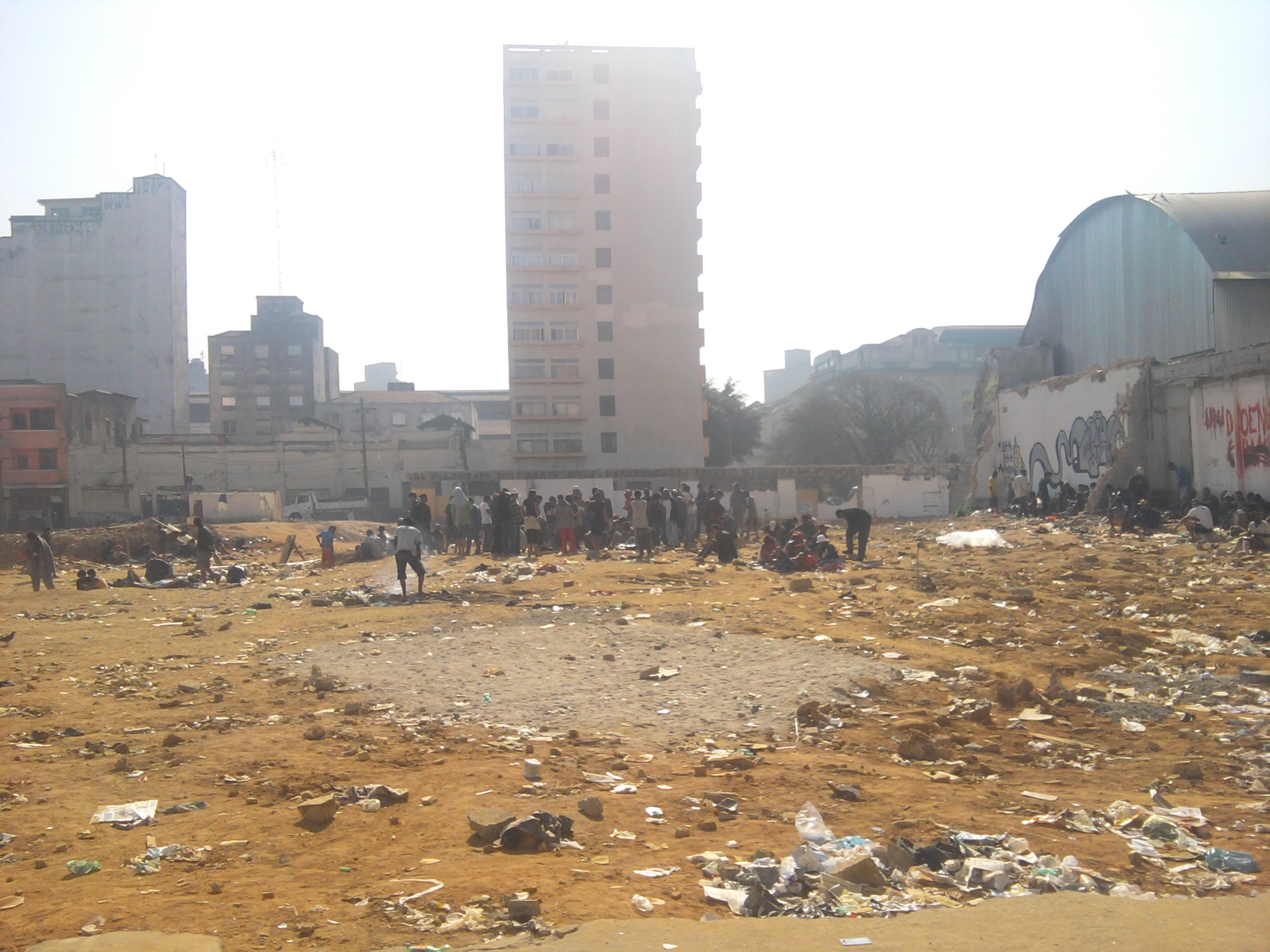
Região da Cracolândia, no centro da cidade de São Paulo. Em 2012, em um contexto de reurbanização da área e de especulação imobiliária, o município de São Paulo e o governo estadual demoliram casas, dispersaram usuários e internaram alguns compulsoriamente.

A Operação Cracolândia foi uma operação policial e política levada a cabo por autoridades das esferas estadual e municipal na cidade de São Paulo na região da cracolândia, nas proximidades da rua Helvétia. Iniciada no dia 3 de janeiro de 2012, a operação, também conhecida como "Operação Dor e Sofrimento", cujo objetivo era combater o tráfico e expulsar viciados em crack, foi caracterizada por repressão policial aos usuários de drogas, o que culminou com a dispersão de usuários por outros bairros da cidade de São Paulo. As autoridades alegam ter empregado uma estratégia de "dor e sofrimento" para conter o avanço da dependência de crack, estratégia essa que se fundamentaria em ações de repressão a usuários e traficantes, visando obrigar os viciados a buscar internação médica por meio do sofrimento psicológico. A Polícia Militar foi  a principal responsável pela repressão de usuários e traficantes na região.
A ação foi seguida de denúncias de violação de direitos humanos e protestos de ativistas políticos. No dia 25 de janeiro, quatro ONGs enviaram uma denúncia formal às Nações Unidas denunciando violações de direitos humanos na operação policial. Na teoria, a ação preparada pelo governador Geraldo Alckmin (PSDB) em conjunto com o prefeito Gilberto Kassab (PSD) consistiria em um plano de repressão ao tráfico, dispersão de usuários, derrubada de cortiços e tratamento de viciados. No entanto, os centros de tratamento foram abertos meses após a operação policial. Dias depois, autoridades municipais relataram não ter sido informadas da intervenção pelo comando da PM com antecedência. O próprio prefeito, contudo, negou tais alegações. A Secretaria Municipal da Assistência Social e outros setores ligados ao amparo social só ficaram sabendo da data da operação com cinco dias de antecedência. Segundo alguns jornais, a operação foi precipitada por interesses políticos: Gilberto Kassab e Geraldo Alckmin teriam se unido por temer que o ministro da Saúde, Alexandre Padilha (PT), anunciasse algum pacote federal para a área.

## Antecedentes
A região da cracolândia era dominada pelo tráfico de drogas, em especial de crack, distribuído para pessoas de origem social humilde e em situação de grande penúria material. Segundo o Datafolha, questionários realizados na véspera da "operação sufoco" demonstram que mais da metade dos usuários (o equivalente a cerca de 72% dos usuários) seriam desempregados (27%) ou trabalhariam em bicos (45%), dados elevados se comparados às médias municipais. Os usuários de drogas também teriam baixa escolaridade e baixa renda. Segundo cientistas sociais e analistas políticos, a situação dos usuários de droga não indicaria uma decadência socioeconômica e sim uma maior marginalização de camadas populares já excluídas, demonstrando uma tendência à reprodução de desigualdades sociais.
Desde o começo da década de 1990 a região da cracolândia teria recebido tal designação, em decorrência do alto índice de criminalidade da região, além das aglomerações de indivíduos marginalizados e usuários de crack. A situação dos viciados começou a chamar atenção conforme os moradores de regiões mais ricas do centro começaram a se incomodar com sua presença. Moradores da região também criticavam a polícia militar por sua suposta débil reação às denúncias de tráfico de drogas. Em julho de 2009, a prefeitura iniciou o projeto Ação Integrada Centro Legal, mas apenas 404 viciados foram internados (voluntariamente) entre 2009 e o começo de 2011.
No censo de março de 2010, constatou-se que a cidade de São Paulo contava com um número consideravelmente alto de moradores de rua, cerca de 13 mil. Segundo especialistas, a falha em políticas sociais, o desemprego e o uso de drogas como o crack seriam as causas desse fenômeno. No dia 25 de janeiro de 2010, a prefeitura de Gilberto Kassab (então filiado ao DEM) e o então governador José Serra teriam iniciado uma primeira tentativa de intervenção na cracolândia, baseada em detenções de caráter criminal. A descoordenação entre as ações do governo estadual e do poder municipal, contudo, teria culminado com uma fracassada operação policial, na qual 300 viciados teriam sido detidos sem, contudo, obter atendimento de profissionais da saúde. Segundo a Folha de S.Paulo, as autoridades falharam ao articular a repressão policial (estadual) e o atendimento de saúde (municipal), tendo a  prefeitura deixado de mobilizar seus profissionais. De acordo com o prefeito Kassab, o poder municipal estaria "desinformado" acerca das atividades policiais. Em 29 de janeiro de 2011, anunciou-se que um projeto de revitalização do centro da cidade (Nova Luz) contaria com a proposta de demolição de cerca de 30% da região da cracolândia. Em junho de 2011, o prefeito Gilberto Kassab anunciou sua intenção de retirar viciados "à força" das ruas de São Paulo. Na época, foi relatado que Cláudio Lembo, na época secretário de Negócios Jurídicos e ex-governador, dissera estar conversando com o TJ (Tribunal de Justiça), o Ministério Público e a Defensoria Pública visando criar um "consenso jurídico" para embasar as ações da prefeitura. As autoridades alegaram, ainda, que os viciados deveriam ser expulsos compulsoriamente baseando-se no direito constitucional de "ir e vir".
Em julho de 2011 foi publicado um estudo realizado pelo Caps (Centro de Atenção Psicossocial) entre março e agosto de 2009 na cracolândia que demonstrou que a maioria dos viciados que buscam tratamento na região da cracolândia, na região central de São Paulo, mora nas ruas. Somente um terço dos usuários de crack teria casa e viveria com a família. Na mesma época, a prefeitura anunciou a sua intenção de comprar um terreno para criar um posto de atendimento a viciados em crack. Em outubro de 2011, o Tribunal de Justiça de São Paulo anunciou um programa para cracolândia com a possibilidade até de internação compulsória de usuários de drogas, conforme demandas da prefeitura. O programa foi planejado sem consulta do Ministério Público Estadual. A ação previa a instalação de um posto móvel para analisar casos de usuários de drogas nas ruas.
Em novembro de 2011, o Ministério da Saúde propôs auxílio financeiro à prefeitura para a aplicação de um programa de auxílio médico aos viciados da cracolândia, mas a prefeitura rejeitou a proposta federal. No dia 22 de novembro de 2011, viciados e polícias militares entraram em confronto após um policial ter atirado contra o rosto de um homem que supostamente teria tentado assaltá-lo.
Após 2180 internações na região desde 2009, centenas delas compulsórias, a cracolândia continuava cheia de viciados no final de 2011.

## Eventos
Iniciada no dia 3 de janeiro de 2012, a Operação Cracolândia teve como principal efeito a dispersão de usuários de drogas pela cidade de São Paulo. A dita Operação Sufoco teria sido precipitada por uma decisão do segundo escalão da Polícia Militar (PM) e do governo do Estado. Segundo o portal UOL de notícias, o coordenador de Políticas sobre Drogas da Secretaria de Estado da Justiça, Luís Alberto Chaves de oliveira, teria dito ao coronel Pedro Borges, comandante da região central de São Paulo, que o governador queria a operação imediatamente (as casas de saúde para recepção de viciados só ficariam prontas, de acordo com as previsões oficiais, em pelo menos 30 dias). O governador Geraldo Alckmin e o prefeito Gilberto Kassab minimizaram as denúncias de despreparo e negaram desentendimento entre as duas esferas de poder. No dia 4 de janeiro, usuários foram expulsos e agredidos pela polícia militar. Não havia, ainda, amparo médico para os viciados em crack. Segundo o jornal Folha de S.Paulo, "O primeiro fim de semana de ocupação da PM na cracolândia foi marcado por correria, bombas de efeito moral e tiros de balas de borracha entre a noite de sábado e a madrugada de ontem." Até o dia 6 de janeiro, as ações da PM focaram na expulsão de moradores da rua Helvétia. Depois disso, a PM iniciou uma campanha de abordagem sistemática dos usuários por toda a região central. Após a dispersão de drogados, pequenas cracolândias se formaram em bairros de classe média ao redor da região da Luz, no centro de São Paulo. Ainda esse dia, jornalistas alegaram que se vendia crack a cerca de 300 usuários a apenas metros de distância das viaturas da polícia militar. As críticas à operação tornaram-se mais incisivas após os primeiros episódios de violência. Um policial anônimo teria relatado a jornalistas "Você prefere tratar um câncer localizado? Ou com ele espalhado por todo o corpo? É isso o que estamos fazendo: espalhando o câncer." No dia 7 de janeiro, comerciantes alegaram que a situação de marginalização existente na cracolândia teria sido proporcionada pelas políticas de despejo da própria prefeitura, "Sempre teve craqueiro, mas a situação só chegou neste ponto depois das desocupações da prefeitura que botaram famílias inteiras na rua".
No dia 6 de fevereiro, jornais alegavam que viciados persistiam na cracolândia. Um centro de tratamento para viciados foi aberto somente no dia 27 de março.

## Denúncias e Abusos
O caráter improvisado da operação, a violência policial e a ausência de políticas públicas de inclusão foram os principais pontos de crítica dispensados à intervenção estatal na cracolândia. Denúncias foram realizadas pelo Tribunal de Justiça, pelo Ministério Público, pelo governo federal, por partidos de oposição, por entidades defensoras de direitos humanos, pela imprensa e por manifestantes civis. Segundo o TJ, a dispersão de crianças e adolescentes, usuárias de drogas, pelos arredores da Cracolândia dificultou um projeto de inclusão social que o Tribunal iria desenvolver no local. Para o desembargador, seria conveniente que o governo tivesse avisado ao TJ sobre a operação antes de iniciá-la, já que o projeto da corte, que pretende dar um enfoque maior aos processos envolvendo crianças e adolescentes dependentes químicos, abandonados e com problemas mentais, já era de conhecimento de todos. Segundo o juiz Samuel Karazin, da Vara da Infância e da Juventude de Osasco (SP), "Internação compulsória é aquela que se dá por decisão judicial; qualquer outra, é arbitrária" e "“Uma operação estritamente policial pode até resolver a questão geográfica do problema, mas não o problema em si."